# ГЕС Махі ІІ
ГЕС Махі ІІ – гідроелектростанція на заході Індії у штаті Раджастхан. Знаходячись між ГЕС Махі І та ГЕС Кадана, входить до складу гідровузла на річці Махі, яка дренує північно-західний схил гір Віндх’я та впадає у північну частину Камбейської затоки Аравійського моря. 
Накопичення ресурсу для роботи станції відбувається у сховищі греблі Mahi Bajaj Sagar, з якої вода спершу надходить на ГЕС Махі І. Пройшовши верхній ступінь гідровузла, ресурс потрапляє у нижній балансуючий резервуар – Kagdi pick up ware Lake (створений на малій правій притоці річки Чап, котра в свою чергу є лівою притокою Махі). Звідси одну частину спрямовують для зрошення полів у Раджастхані, тоді як інша належить сусідньому штату Гуджарат, де розташовані витоки Махі та, відповідно, частина її водозбору. Належний гуджаратцям ресурс доправляється каналом довжиною чотири десятки кілометрів, котрий прямує лівобережжям Махі на відстані біля трьох десятків кілометрів від неї, перетинає ряд водотоків (в тому числі за допомогою сифону проходить під Чапом) та завершується у сховищі греблі Lilwani, створеному на висотах правого берегу річки Анас (ще одна ліва притока Махі). Зазначена водойма з корисним об’ємом лише 1,53 млн м3 виконує функцію верхнього балансуючого резервуару ГЕС Махі ІІ та з’єднана з розташованим на березі Анас машинним залом двома водоводами довжиною по 370 метрів з діаметром 5 метрів. 
Основне обладнання станції становлять дві турібни типу Френсіс потужністю по 45 МВт, які працюють при напорі від 58 до 86 метрів та забезпечують виробництво 189 млн кВт-год електроенергії на рік.
Відпрацьована вода потрапляє в Анас, звідки природним шляхом прямує до створеного на Махі сховища ГЕС Кадана.